# 양근대교
양근대교(楊根大橋)는 경기도 양평군 양평읍 양근리에서 강상면 병산리까지 이르는 총 연장 765m의 교량으로 왕복 2차선 형태의 구조를 가진 도로 시설물이다. 그러나 이 교량은 국도 제6호선, 국도 제37호선, 국가지원지방도 제88호선, 국가지원지방도 제98호선의 일부를 이루고 있어, 1992년 12월 정식으로 착공, 1997년 10월에 완공되었다. 애초에는 1996년 10월에 완공될 예정에 있으나 각종 안전 검사 및 1993년에 있었던 홍수 등을 이유로 개통이 연기된 것으로 보인다.